# Samuel Mayes Arnell
Samuel Mayes Arnell (* 3. Mai 1833 in der Siedlung Ziom bei Columbia, Maury County, Tennessee; † 20. Juli 1903 in Johnson City, Tennessee) war ein US-amerikanischer Politiker. Zwischen 1866 und 1871 vertrat er den Bundesstaat Tennessee im US-Repräsentantenhaus.

## Werdegang
Samuel Arnell besuchte das Amherst College in Massachusetts. Nach einem anschließenden Jurastudium und seiner Zulassung als Rechtsanwalt begann er in Columbia in seinem neuen Beruf zu  arbeiten. Gleichzeitig schlug er eine politische Laufbahn ein. Während des Bürgerkrieges hielt er als Unionist zum Norden, obwohl er Sklavenhalter war.. Im Jahr 1865 war er Delegierter auf einer Versammlung zur Überarbeitung der Staatsverfassung von Tennessee. Außerdem saß er in den Jahren 1865 und 1866 als Abgeordneter im Repräsentantenhaus von Tennessee.
Nach der Wiederaufnahme des Staates Tennessee in die Union wurde Arnell als Unionist im sechsten Wahlbezirk von Tennessee in das US-Repräsentantenhaus in Washington, D.C. gewählt, wo er am 24. Juli 1866 sein neues Mandat antrat. Nach zwei Wiederwahlen konnte er bis zum 3. März 1871 im Kongress verbleiben. Seit den regulären Kongresswahlen des Jahres 1866 wurde er als Republikaner gewählt, weil er zwischenzeitlich dieser Partei beigetreten war. Während seiner Zeit als Kongressabgeordneter kam es zum knapp gescheiterten Amtsenthebungsverfahren gegen Präsident Andrew Johnson. In den Jahren 1868 und 1870 wurden der 14. und der 15. Verfassungszusatz verabschiedet. Von 1867 bis 1869 war Arnell Vorsitzender des Ausschusses zur Kontrolle der Ausgaben des Außenministeriums; von 1869 bis 1871 leitete er den Bildungs- und Arbeitsausschuss.
1870 verzichtete Samuel Arnell auf eine weitere Kongresskandidatur. In den folgenden Jahren blieb er zunächst als Anwalt in der Bundeshauptstadt Washington. Später kehrte er nach Columbia in Tennessee zurück; dort war er zwischen 1879 und 1884 Posthalter. Danach fungierte er zwischen 1884 und 1886 als Schulrat. Er starb am 20. Juli 1903 in Johnson City.